# Chester Farm Cemetery

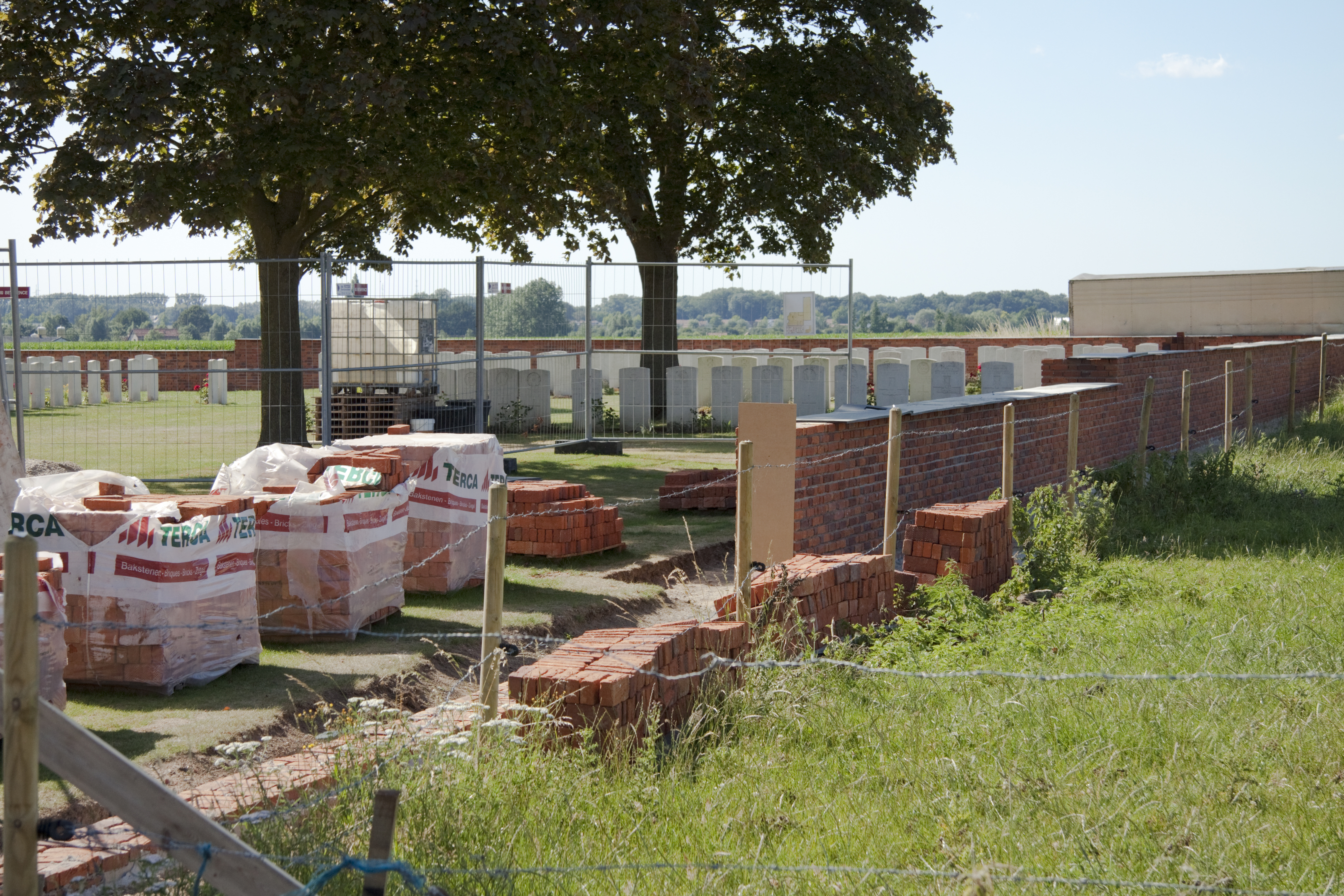
Renovatiewerken in 2011

 Chester Farm Cemetery is een Britse militaire begraafplaats met gesneuvelden uit de Eerste Wereldoorlog, gelegen in het Belgische dorp Zillebeke, een deelgemeente van Ieper. Ze ligt 2 km ten zuidwesten van het dorpscentrum, en 3,4 km ten zuiden van de Grote Markt van Ieper. Het ontwerp is van Edwin Lutyens in samenwerking met William Cowlishaw. Het terrein heeft een oppervlakte van 3.045 m² en wordt onderhouden door de Commonwealth War Graves Commission. De nagenoeg rechthoekige begraafplaats is omgeven met een bakstenen muur afgedekt met witte dekstenen. Het Cross of Sacrifice staat centraal.
De begraafplaats ligt aan de rand van het provinciedomein De Palingbeek. Honderdvijftig meter zuidwestelijker ligt Spoilbank Cemetery.
Er liggen 424 doden begraven die onregelmatig over het terrein verspreid liggen. 
De begraafplaats werd in 2009 als monument beschermd. De site staat sinds 2023 op de Unesco-Werelderfgoedlijst als onderdeel van inschrijving Begraafplaatsen en herdenkingssites van de Eerste Wereldoorlog (Westelijk Front).

## Geschiedenis
Tegenover de begraafplaats lag een boerderij die door de Britten Chester Farm werd genoemd. De begraafplaats werd gebruikt van maart 1915 tot november 1917. Doordat het een frontlijnbegraafplaats was werden de doden haastig door de vechtende troepen begraven. Vandaar de wanordelijke ligging van de graven. Het waren vooral slachtoffers van de gevechten in de omgeving van "The Bluff" (steile oever) langs beide zijden van het kanaal Ieper-Komen.
Er liggen nu 311 Britten (waarvan er 6 niet geïdentificeerd konden worden), 21 Australiërs, 88 Canadezen (waaronder 1 niet geïdentificeerd) en 4 Duitsers (waarvan er 2 niet geïdentificeerd konden worden). Voor 6 slachtoffers werden Special Memorials opgericht omdat hun graven niet teruggevonden werden en men vermoedt dat ze onder naamloze grafzerken liggen.

## Graven

### Onderscheiden militairen
- sergeant Walter Frederick Jenkinson en de soldaten Henry Vincent en H.C. Christmas werden onderscheiden met de Military Medal (MM).

### Minderjarige militairen
- Alfred Bootham, soldaat bij het 2nd Bn. Manchester Regiment was slechts 16 jaar toen hij sneuvelde op 9 juni 1915.
- de soldaten H. Bagshaw en Ernest E.E.G. Miles waren 17 jaar toen ze sneuvelden.

### Alias
- soldaat William Bearney Hughes diende onder het alias W. Bearney bij de Canadian Infantry.